# Hostato
Hostato war der Sage nach der erste Vogt von Höchst am Main. Als einziger soll der Knappe des Ritters Roland, eigentlich Hruotland, die Schlacht von Roncesvalles überlebt und dem König die Nachricht über die Niederlage überbracht haben. Dieser soll ihn daraufhin sofort zum Ritter geschlagen und zum Vogt von Höchst ernannt haben – dem Ort, an dem Karl der Große gerade Lager hielt.
Die Hostatosage stammt von dem unbekannten Dichter C. Calaminus. Der Dichter und Schriftsteller Aloys Henninger (1814–1862), übernahm Calaminus’ Gedicht in sein Werk Nassau in seinen Sagen, Geschichten und Liedern fremder und eigner Dichtung.
An Hostato erinnert heute die Hostatostraße und die Hostatoschule in Höchst sowie ein Bildnis im Bolongaropalast. Auch der Markenname Hostalen für ein Polyolefin der LyondellBasell führt Hostato als Namensbestandteil.